# No Distance Left to Run
No Distance Left to Run è un brano musicale del gruppo inglese dei Blur, pubblicato come singolo estratto dall'album 13 nel 1999.

## Il brano
Si tratta del terzo singolo estratto dal sesto album della band.
Il testo del brano è ampiamente riferito alla fine della storia sentimentale di lungo termine tra l'autore Damon Albarn e la cantante Justine Frischmann, membro del gruppo Elastica.
Il titolo del brano è anche quello di un documentario sulla band uscito nel gennaio 2010.

## Il videoclip
Il videoclip del brano è stato diretto da Thomas Vinterberg e si distingue per l'utilizzo di telecamere per la visione notturna.

## Tracce
- CD 1

1. No Distance Left To Run
2. Tender (Cornelius remix)
3. So You

- CD 2

1. No Distance Left To Run
2. Battle (UNKLE remix)
3. Beagle 2
4. No Distance Left To Run (video)

- Cassetta

1. No Distance Left To Run
2. Tender (Cornelius remix)

- 12"

1. No Distance Left To Run
2. Tender (Cornelius remix)
3. Battle (UNKLE remix)

## Formazione
- Damon Albarn - voce, tastiere, chitarra
- Graham Coxon - chitarra, voce
- Alex James - basso
- Dave Rowntree - batteria

## Classifiche
| Classifica (1999) | Posizione massima |
| ----------------- | ----------------- |
| Regno Unito       | 14                |